# Jan Hora (vodní pólista)
Jan Hora (25. listopadu 1900 – 12. prosince 1953 Praha) byl český a československý sportovní plavec a vodní pólista, účastník olympijských her 1920 a 1924. Později působil jako vrchní policejní rada Ministerstva vnitra ČSR.
Poprvé na sebe upozornil v roce 1916 když jako 15letý student vyhrál v dresu SK Podolí pod pseudonymem Jenda populární distanční plavecký závod Napříč Prahou. V roce 1917 prvenství obhájil již v dresu AC Sparta Praha. Do roku 1920 patřil mezi nejrychlejší plavce v Československu. Vedle závodního plavání se věnoval i tehdy populárnímu vodnímu pólu, kde hrál převážně na pozici útočného křídla. Po letní sezoně 1919 se pro neshody s vedením AC Sparta ohledně podpory plaveckého oddílu rozhold s dalšími bývalými Sparťany založit samostatný plavecký klub APK Praha. V roce 1920 byl členem reprezentačního týmu pólistů, který startoval na olympijských hrách v Antverpách. V roce 1924 pozici v týmu uhájil a jako náhradníkem pólistického týmu startoval na olympijských hrách v Paříži. V témže roce promoval na právnické univerzitě s titulem JUDr.
Po roce 1924 se závodnímu plavání aktivně nevěnoval a v případě nouze vypomáhal jako náhradník ve vodním pólu. V APK Praha zastával řadu let funkci náčelníka oddílu. V roce 1930 se účastnil jako policista plaveckých závodů k 100. výročí belgické samostatnosti.
Práci policejního komisaře vykonával od ukončení vysoké školy. Ve třicátých letech dvacátého století byl zmiňován v tisku v příležitosti vyšetřování různých případů. V roce 1938 byl povýšen do pozice policejního rady. Po druhé světové válce zastával na Ministerstvu vnitra funkci vrchního rady. V roce 1948 byl hlavním vyšetřovatelem záhadného úmrtí Jana Masaryka. Zemřel v roce 1953 za nejasných okolností v 53 letech.